# Josep M. Guerrero
Josep M. Guerrero er professor ved Institut for Energiteknik ved Aalborg Universitet. Hans forskningsinteresser er orienteret mod forskellige mikrogridrammer i applikationer som mikrogridklynger, IoT-baserede og digitale tvillinger, maritime mikronetværk til elektriske skibe, skibe, færger og havne og rummikronetværk anvendt på nanosatellitter og lukkede økologiske systemer.

## Uddannelse og karriere
Han er uddannet civilingeniør i Elektroteknologi ved Polytechnic University of Catalonia (BarcelonaTech), hvor han også fik tildelt sin Ph.d. i 2003. På nuværende tidspunkt er han ved at læse en kandidat i psykobiologi og kognitiv neurovidenskab ved Autonomous University of Barcelona.  
Efter Guerrero fik tildelt sin Ph.D. var han ansat ved BarcelonaTech indtil 2011. I 2008 var han ”Visiting Postdoctoral Fellow” ved Zhejiang University i Kina i 8 måneder. I 2011 blev han ansat som professor i Microgrid ved Aalborg Universitet, hvor han også er leder af Center for Research on Microgrids (CROM). Siden 2014 har han desuden været chair Professor ved Shandong University i Kina og han er også gæsteprofessor rundt omkring i verden.
Han er associeret redaktør for IEEE TRANSACTIONS og har desuden optrådt i medierne mange gange. Josep Guerrero har udgivet over 700 publikationer og han er citeret mere end 70.000 gange.

## Priser
Josep Guerrero har i løbet af sin karriere vundet en række priser og hæder. I 8 år i træk, 2014-2021, blev han tildelt prisen for ”Highly Cited Researcher” med 50 papers af Clarivate Analytics (tidligere Thomson Reuters). I perioden 2014-2015 vandt han også ”Best paper award” af IEEE Transactions on Energy Conversion. Desuden vandt han ”Best paper prize” af IEEE-PES i 2015. I 2015 blev han også ”Fellow of the Institue of Electrical and Electronics Engineers (IEEE)” for sit bidrag til distribuerede energisystemer og microgrids. I 2016 vandt han ligeledes ”Best paper award” af Journal of Power Electronics. I 2019 blev han VILLUM Investigator af VELUX-fonden sammen med 10 andre forskere, som samlet modtog 40 mio. DKK over 6 år til at forske. Nyligst, i 2021, har han modtaget IEEE Bimal Bose Award for hans banebrydende bidrag til vedvarende energibaserede mikrogrids.